# Человек, который удивил всех
«Человек, который удивил всех» — драматический фильм режиссёров  Наташи Меркуловой и Алексея Чупова, снятый ими по собственному сценарию в 2018 году.

## Сюжет
Егерь Егор — образцовый семьянин и уважаемый в поселке человек. Они с женой Натальей ждут второго ребёнка. Неожиданно Егор узнаёт, что неизлечимо болен и ему осталось жить всего два месяца. В борьбе с болезнью не помогают ни традиционная медицина, ни шаманское колдовство. В связи с этим Егор в конце концов решается на отчаянный шаг — пытается полностью изменить свою личность, как это сделал герой древнего эпоса легендарный селезень Жамба, обманувший пришедшую за ним Смерть.

## В ролях
| Актёр             | Роль                              |
| ----------------- | --------------------------------- |
| Евгений Цыганов   | егерь Егор Коршунов главный герой |
| Наталья Кудряшова | Наталья жена Егора                |
| Юрий Кузнецов     | дед Николай                       |
| Павел Майков      | Захар                             |
| Василий Попов     | Артём                             |
| Алексей Филимонов | Стёпка                            |
| Елена Ворончихина | шаманка                           |
| Максим Виторган   | профессор                         |
| Амаду Мамадаков   | врач                              |
| Тимофей Зайцев    | Дениска                           |
| Игорь Савочкин    | Фёдор                             |
| Полина Райкина    | соседка Марина                    |
| Юрий Скулябин     | браконьер Варындин                |
| Олег Кунаков      | браконьер Чесноков                |
| Михаил Хуранов    | глухой                            |
| Кирилл Каганович  | Хорь                              |
| Максим Дромашко   | шабашник                          |
| Виктор Конухин    | шабашник                          |
| Сергей Чекрыгин   | шабашник                          |
| Сергей Стёпин     | врач, делающий МРТ                |
| Анна Исманова     | продавщица Настя                  |
| Наталья Иохвидова | персонаж не указан                |
| Ирина Амагаева    | персонаж не указан                |

## Награды
- Евгений Цыганов за роль Егора Коршунова удостоен главного приза «За лучшую мужскую роль» на XI российском открытом кинофестивале «Мужская роль» имени И. И. Мозжухина в Пензе в декабре 2018 года[2].
- Премия «Ника» в 2019 году Евгению Цыганову за лучшую мужскую роль и Юрию Кузнецову за лучшую мужскую роль второго плана.
- Приз за лучшую женскую роль Наталье Кудряшовой в рамках программы «Горизонты» Венецианского кинофестиваля в 2018 году.
- Международная кинематографическая премия «Восток — Запад. Золотая арка» за 2019 год в трёх номинациях: «Лучшая сценарная работа» (Наталья Меркулова и Алексей Чупов), «Лучшая мужская роль» (Евгений Цыганов), «Лучшая женская роль второго плана» (Наталья Кудряшова)[3].

## Критика
Фильм получил положительные оценки кинокритиков. Антон Долин так охарактеризовал картину: «Перед нами реалистическое повествование, переломленное пополам абсурдным допущением: такие чаще встречаются в жизни, чем в кино (а в искусстве напоминают о том же Гоголе — „Носе“, например). Вместе с тем, почти манифест — но не социальный, а экзистенциальный». Заместитель главного редактора журнала «Сеанс» Василий Степанов в рецензии на картину отметил: «Скажем так: это фильм о переменах, на которые приходится идти, чтобы выжить и, вообще, о способности принять необходимость перемен, о том, что порой только страх может дать стимул к метаморфозам».
В опросе 30 российских кинокритиков, проведённом srsly.ru, фильм занял 8 — 9 места среди лучших российских фильмов, снятых в 2010—2019 годах.